# Rafelbunyol
Rafelbunyol (hiszp.: Rafelbuñol) – gmina w Hiszpanii, w prowincji Walencja, we wspólnocie autonomicznej Walencja, o powierzchni 4,2 km². W 2011 roku liczyła 8670 mieszkańców.